# Dagmar Edqvist
Dagmar Edqvist (ur. 20 kwietnia 1903 w Visby, zm. 21 stycznia 2000 w Luleå) – była szwedzką pisarką i scenarzystką.

## Życiorys
Jej rodzicami byli Hjalmar i Hermanna Jansson. Rok po ukończeniu szkoły wyszła za mąż za Torgnyego Edqvista. Studiowała na Uniwersytecie w Dijon, we Francji.
W 1932 napisała powieść Kamrathustru, którą wydała firma medialna Bonnier, znajdująca się w Sztokholmie. Powieści takie, jak: Kamrathustru, Rymlingen fast, Fallet Ingegerd Bremssen i Musik i mörker zostały zekranizowane. Ostatni film Musik i mörker został wyreżyserowany przez Ingmara Bergmana. Dla Svena Nykvista napisała oryginalny scenariusz, oparty na jego pomyśle.

## Publikacje
- Kamrathustru (1932 )
- Rymlingen fast (1933)
- Filippa: Pjäs i tre akter (1936)
- Fallet Ingegerd Bremssen (1937)
- Andra äktenskapet (1939)
- Hjärtat söker nödhamn (1942)
- Osynliga stängsel (1944)
- Musik i mörker (1946)
- Romeo i stallet och andra noveller (1948)
- Trolldryck (1949)
- Penelope väntar inte (1951)
- Angela Teresas gäster (1953)
- Paradisets portar (1956)
- Skuggan blir kortare (1958)
- Den svarta systern (1961)
- Eldflugorna (1964)
- Mannen från havet (1967)
- Mannen som kom hem (1969)
- Människor på en ö (1973)
- Möten i Marocko (1974)
- Efter flykten (1977)
- Varför kom du på ängen (1980)
- Vänta på vind: en berättelse från 1600-talets slut (1985)

## Scenariusze
- En kvinna ombord (1941) (na podstawie Rymlingen fast)
- Fallet Ingegerd Bremssen (1942)
- Musik i mörker (1948)
- Lianbron (1965)